# Schistobrachia tertia
Schistobrachia tertia is een eenoogkreeftjessoort uit de familie van de Lernaeopodidae. De wetenschappelijke naam van de soort is voor het eerst geldig gepubliceerd in 1970 door Kabata.